# Vadstena slott

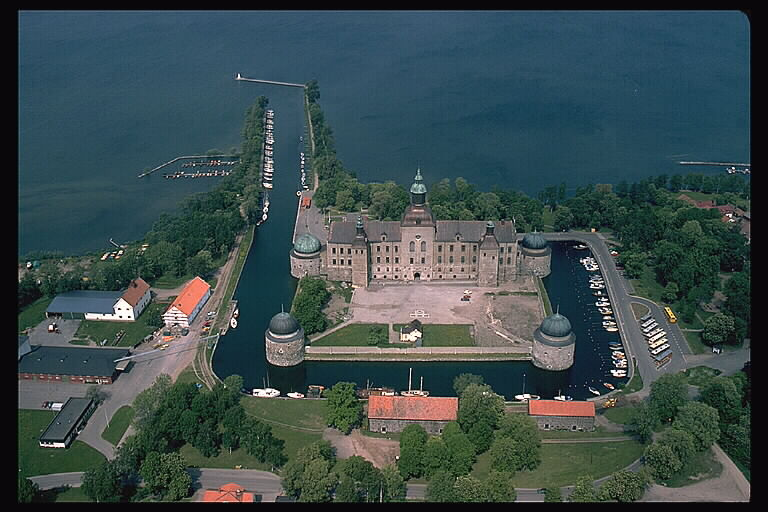
Vadstena slott i början av 1980-talet, innan försvarsvallarna återuppförts.

Vadstena slott är en slottsbyggnad uppförd som försvarsanläggning av kung Gustav Vasa på 1500-talet i Vadstena i Vadstena kommun, Östergötlands län. Försvarstanken övergavs och en representativ bostad inreddes i byggnaden av vasasönerna. Efter tiden som kunglig bostad användes salarna för bl.a. damastväveri och som sädesmagasin. År 1899 flyttade Landsarkivet in i slottet där det finns kvar i den östra halvan än idag (2019). Den västra halvan visar på kungliga interiörer från 1500- och 1600-talen. Slottet är ett statligt byggnadsminne sedan den 25 januari 1935.
År 1997 inleddes ett omfattande arbete med att återuppföra demolerade skyddsvallar kring borggården och återställa de två fyrkantstornen i borggårdens södra hörn; arbeten som inneburit en av de största förändringarna vid ett svenskt kulturhistoriskt monument under 1900-talet. Skyddsföreskriften för slottet som statligt byggnadsminne fastställdes av regeringen den 1 november 2007.

## Historik

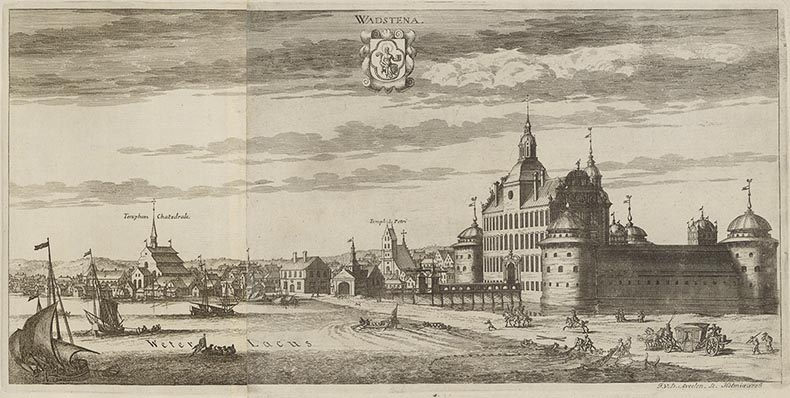
Vadstena slott avbildat i Suecia antiqua et hodierna.

Under Vadstenas äldsta tider fanns ingen försvarsborg till skydd för staden. Inte ens Folkungaättens palats hade den funktionen på 1200- och 1300-talet, innan det blev en del av Vadstena kloster. Dock uppfördes en enklare stadsmur runt staden på 1400-talet. I centrala Vadstena, alldeles intill Vätterns strand ligger ett av Sveriges bäst bevarade renässansslott. Det byggdes som försvarsanläggning av kung Gustav Vasa år 1545, i syfte att skydda Stockholm och riket från eventuella danska och småländska attacker. Ett par år efter det att Dackefejden hade slagits ned i Småland och södra Östergötland, sattes spadarna i jorden. Samtidigt med slottsbygget bildades Vadstena slottslän.
Slottet byggdes i den del av staden från 1400-talet som kallades Sanden på grund av markens beskaffenhet. Valet av plats berodde säkert på de naturmässiga förutsättningarna med vatten eller sankområden som mer eller mindre omslöt platsen. Problemet med att det redan fanns en bebyggelse löstes genom att man erbjöd invånarna, mestadels hantverkare såsom kopparslagare, skinnare (päls- och skinnförsäljare), smeder, skomakare och skräddare, ersättningstomter i andra delar av staden. Gyttret av grå trähus revs. Året efter avhysningen inleddes arbetet med att uppföra slottet med tillhörande vallar och vallgravar.
År 1555 delade Gustav Vasa ut hertigdömen till sina fyra söner och Magnus tilldelades bland annat Östergötland, varpå fästningen började omdanas till ett palats. Magnus äldre bror Johan planerade slottets tredje våning med rikssalar och slottskyrka och hela bygget stod klart under första hälften av 1600-talet.
Efter att kungligheterna lämnat slottet i början av 1700-talet kom slottets salar att användas bland annat som damastväveri och spritförråd. År 1899 flyttade landsarkivet in i slottets östra halva, i väntan på permanenta lokaler i Linköping, men dessa lät vänta på sig och arkivet finns kvar i Vadstena slott ännu 2025.

### Innehavare av slottet
Gustav Vasa vistades inte så ofta på slottet. År 1552 gifte han sig dock med Katarina Stenbock i Vadstena klosterkyrka och bröllopsfesten hölls då på slottet.
Kungens son, Magnus, innehade slottet som sitt residens under större delen av 1500-talets andra hälft. Det var han som innehade slottet då det så kallade Vadstenabullret ägde rum. Han avled 1595 och slottet och hertigtiteln övertogs av hans brorson Johan Vasa. Han och hans gemål Maria Elisabet bodde tidvis på slottet fram till bägge deras död 1618. Efterkommande år vistades flera kungligheter på slottet. Gustav II Adolf höll riksdag där och drottning Kristina lät sätta upp en av landets första operor på slottet.
Drottning Hedvig Eleonora hade Vadstena län och slott som del i sitt livgeding, vilket hon erhöll efter maken Karl X Gustavs död 1660. Den sista kungligheten som vistades i slottet var prinsessan Ulrika Eleonora (sedermera regerande drottning), som 1716 fick besök av sin bror, Karl XII, då denne varit utomlands i sexton år.

## Byggnadshistorik

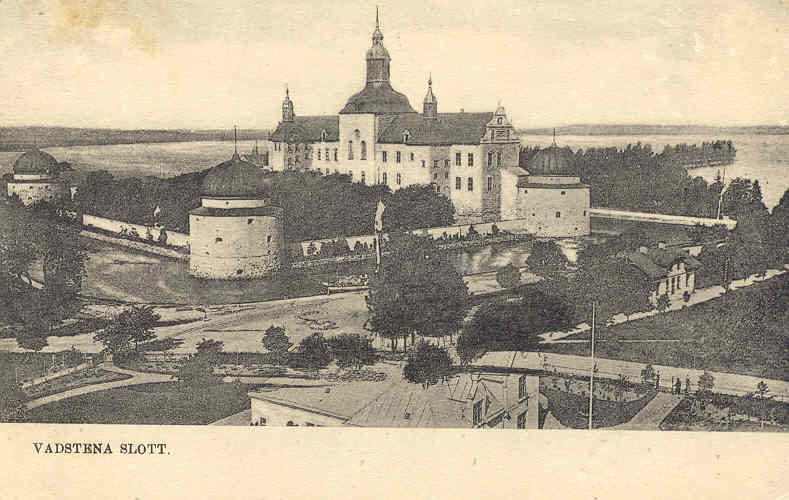
Slottet omkring 1910, innan vallarna återuppbyggts. På borggården växer träd.

Åren 1545–1555 var syftet för byggnadsverksamheten vid Vadstena slott att skapa en stark befästning. Av hittills okänd anledning fullföljdes emellertid inte dessa avsikter.
Under den följande utbyggnadsperioden, som varade från 1555 till omkring 1563, inriktade man sig istället på att utifrån de givna förutsättningarna skapa en modern och representativ furstebostad åt Gustav Vasas son Magnus, som hade fått Östergötland till sitt hertigdöme. Byggmästare var Arendt de Roy. Det ursprungliga porthuset byggdes ut mot söder och förbands genom envånings mellanlängor med västra och östra stenhusen, vilka samtidigt förhöjdes med låga ovanvåningar. Under denna period tillkom också de utbyggda trapptornen vid gårdsfasaden liksom trapporna vid sidorna av huvudportalen. I och med detta hade slottet fått sin slutgiltiga utsträckning i planet. Byggnaden blev emellertid aldrig helt fullbordad i enlighet med detta program och de på rekonstruktionsritningen återgivna takformerna måste därför betraktas som fria rekonstruktioner utförda i anslutning till franska förebilder. Paviljongsystemet byggde på kombinationen av paviljonger som har två våningar och mellanlängor med en våning som sammanbinder paviljongerna.
Arkitekten till renässanspalatset är okänd, men däremot är det känt att flera klosterbyggnader i Östergötland fick bidraga med byggnadsmaterial vid uppförandet av slottets murar.

### Tredje våningen
Under senare delen av 1500-talet lät Johan III ta fram planen för slottets tredje våning, vilken planerades med två rikssalar och ett slottskapell. Våningen blev dock inte klar förrän under tidigt 1600-tal, bland annat försenad av en brand 1598. År 1620 uppsattes den andra av slottets två praktgavlar, vilket bidragit till att slottet ofta har ansetts vara färdigbyggt det året. Smärre förändringar har gjorts på slottets tornhuvar och lanterniner under senare delen av 1600-talet.

### Återuppbyggnad av vallar och fyrkantstorn

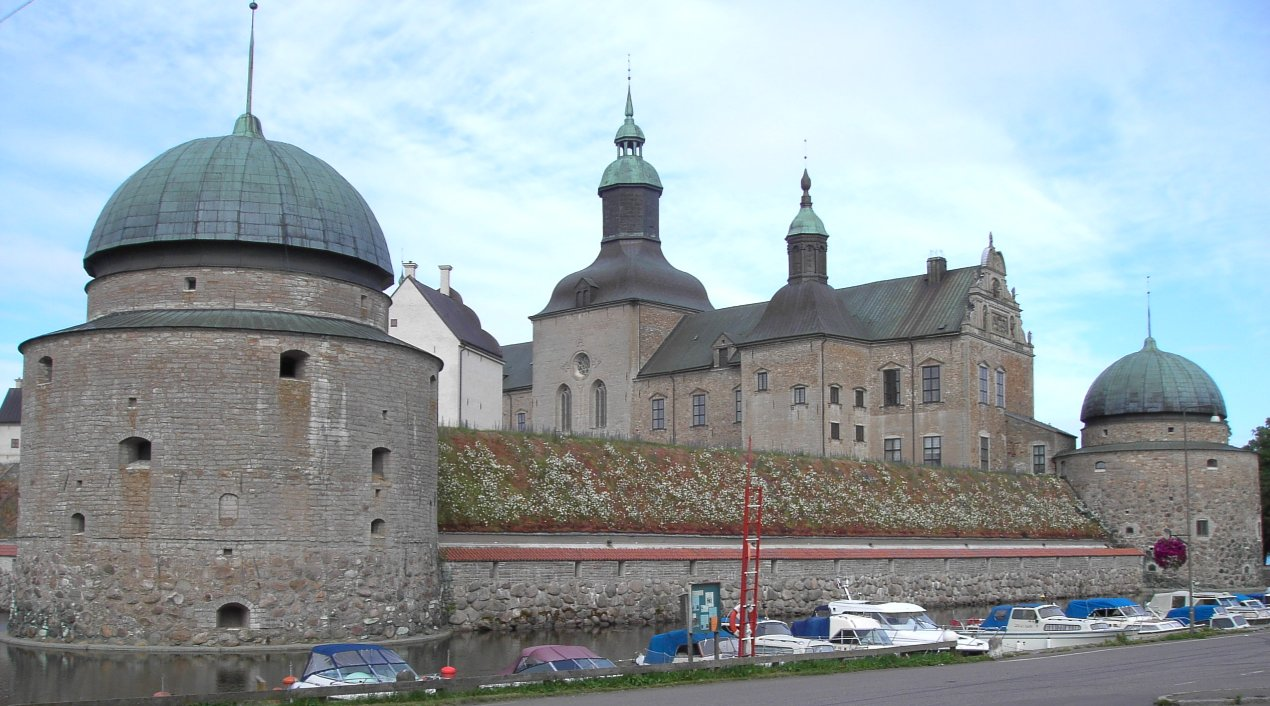
Slottet med den vall som uppfördes under 1980-talet.

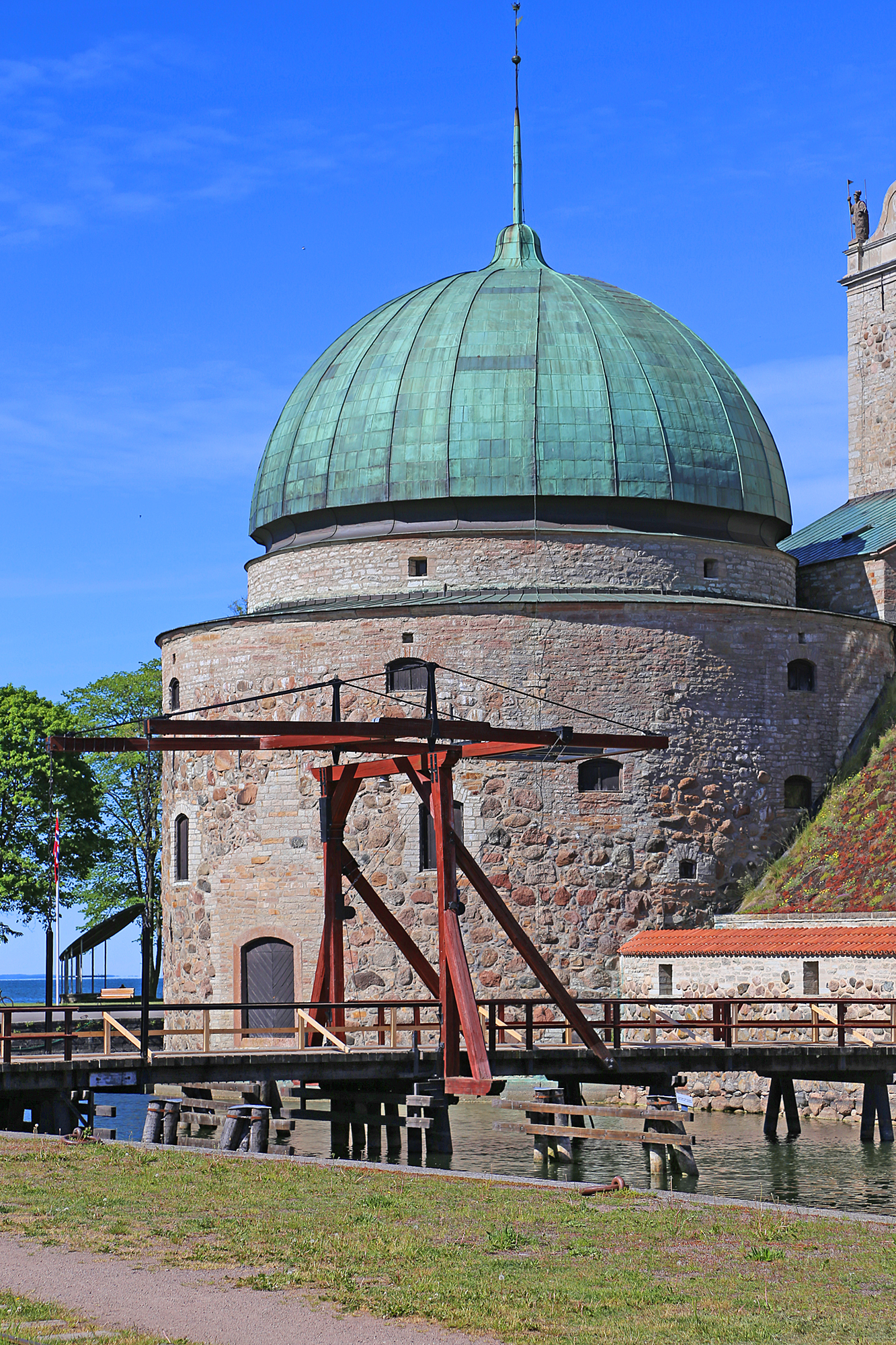
Den nya vindbryggan som byggdes för att undvika transporter till borggården genom renässansportalerna.

Beslutet att vallarna till Vadstena slott skulle återuppbyggas togs av riksdagen 1994. Det var resultatet av 140 års debatt som börjat direkt efter att de rivits i mitten av 1800-talet, då man behövde jordmassorna som utfyllnad för den nya hamnpiren. Slottet skulle nu genomgå en ny förändring, med uppförandet av nya vallar och fyrkantstorn. Målsättningen var att de nya vallarna skulle utformas så att borggårdsmiljön och slottsanläggningens exteriör i möjligaste mån återställdes med stort antikvariskt och arkitektoniskt hänsynstagande. För att ge en mer kulturhistoriskt utformad miljö och mildra intrycket av massiva murar mot borggården föreslogs att de två fyrkantiga tornbyggnader som en gång fanns på borggården skulle återuppföras.
Kritik mot den uppförda östra vallen från 1984 framfördes både vad gällde den yttre profilen och dess tekniska konstruktion. En lösning kunde vara att inte ta 1600-talets förmodade vallutformning, som den återuppbyggda vallen från 1984 utgick ifrån, utan istället från ett åldrat utseende sådant det framgick av uppmätningar utförda på 1700-talet. Man undvek därmed funktionella och praktiska problem som jordras och borggårdsmiljön skulle få ett mer tilltalande utseende.
Inför nybyggnationen av borggården utfördes en arkeologisk utgrävning, den första sedan 1958–1962 och 1980. Sommaren 1994 gjordes en provundersökning av den västra och södra vallen. Man hittade då lämningar av ler- och trägolv, stolphål, ugn, syllstenar och träsyllar samt metaller, djurben (matavfall) och keramik. Resultaten från förundersökningen visade att det fanns rester av bebyggelse under hela den västra vallen, medan den verkade upphöra ungefär i mitten av den södra utmed ett våtmarksområde. Det var spår av den gamla stadsdelen Sanden, från tidsperioden 1400–1544. Ett dussin tomter från Sanden kom sedan att totalundersökas av Riksantikvarieämbetet och detta var klart i december 1995.
För att skona de värdefulla 1500-talsportalerna vid infarten till borggården byggdes en klaffbro i trä över västra vallgraven. Den stod färdig hösten 1995. Den mur som under 1960-talet uppförts längs borggårdens södra sida fick i början av juni 1995 ge vika för grävskoporna. Den 21 augusti 1999 invigdes de återuppförda försvarsvallarna och idag rymmer de västra Östergötlands största samlingssal för fester, mässor och dylikt, samt lokaler tillhörande Landsarkivet. I västra vallen ligger även den nuvarande slottsentrén. Stadens turistbyrå låg där 1999–2008.

## Interiör

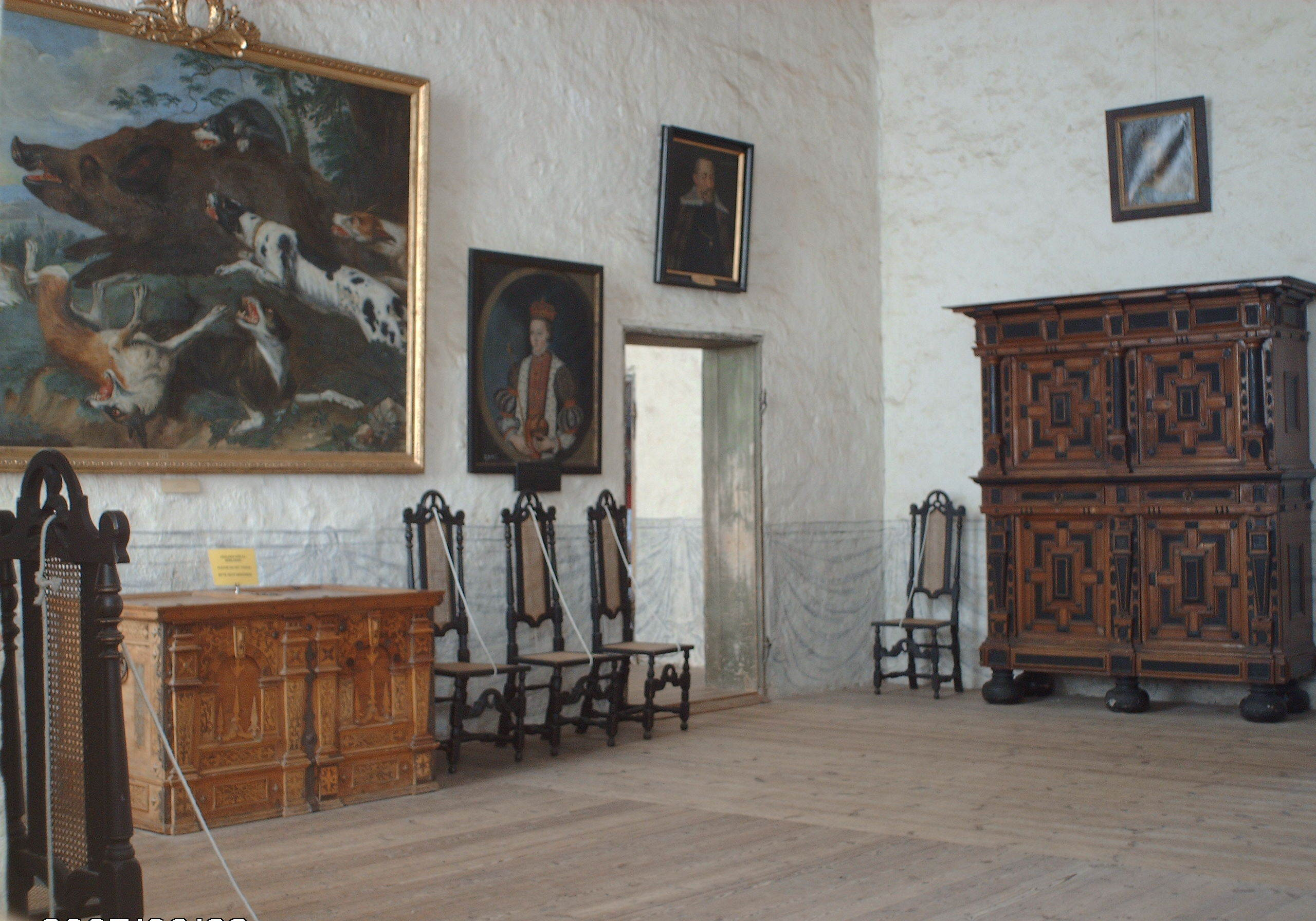
Ett förmak i slottets tredje våning.

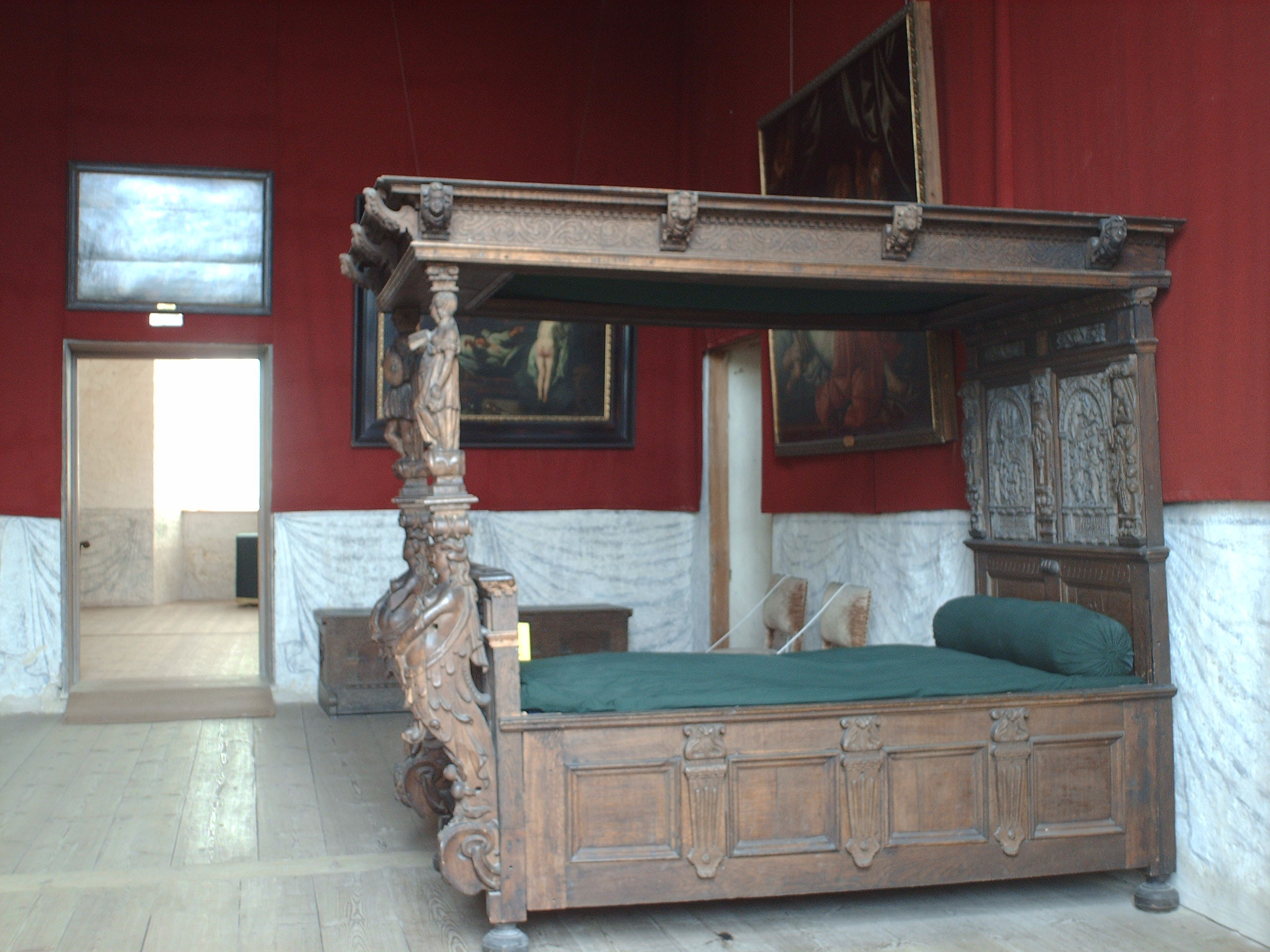
Sängkammare i slottets tredje våning.

Slottets östra halva tillhör Landsarkivet och har haft smärre invändiga ombyggnationer under 1900-talet för kontorslokaler. 
I den västra delen visas salarna för allmänheten. På slottets första våningsplan ligger det så kallade Herreköket, där mat tillreddes, och Borgstugan, som tillhörde slottets soldater. På den andra våningen ligger Drabantsalen och den så kallade Bröllopssalen. Den har kallats så då det tidigare antagits att det var där som Gustav Vasa och Katarina Stenbock höll sin bröllopsfest 1552, men senare forskning har visat sig att slottet inte var byggt till den andra våningen då. I Bröllopssalen arrangerar Vadstena-Akademien varje sommar opera. På andra våningen ligger även det så kallade Godegårdsrummet, en benämning som det har fått då ett målat brädtak från Godegårds bruk placerats i rummet på senare tid. Den tredje våningen hyser Stora och Lilla rikssalen, flera mindre salar och ett slottskapell för kungligheterna och hovet. Den västra delen av tredje våningen är idag möblerad genom stiftelsen Vadstena slott och med depositioner från Nationalmuseum.
Av de fyra kanontornen, postejerna, visas den nordvästra för allmänheten. Den sydvästra kan visas vid guidade turer eller när det hålls konstutställningar där. Den nordöstra är ombyggt och moderniserat för Landsarkivets lokaler medan den sydöstra, som är den mest välbevarade, inte visas för allmänheten.

## Slottskyrkan

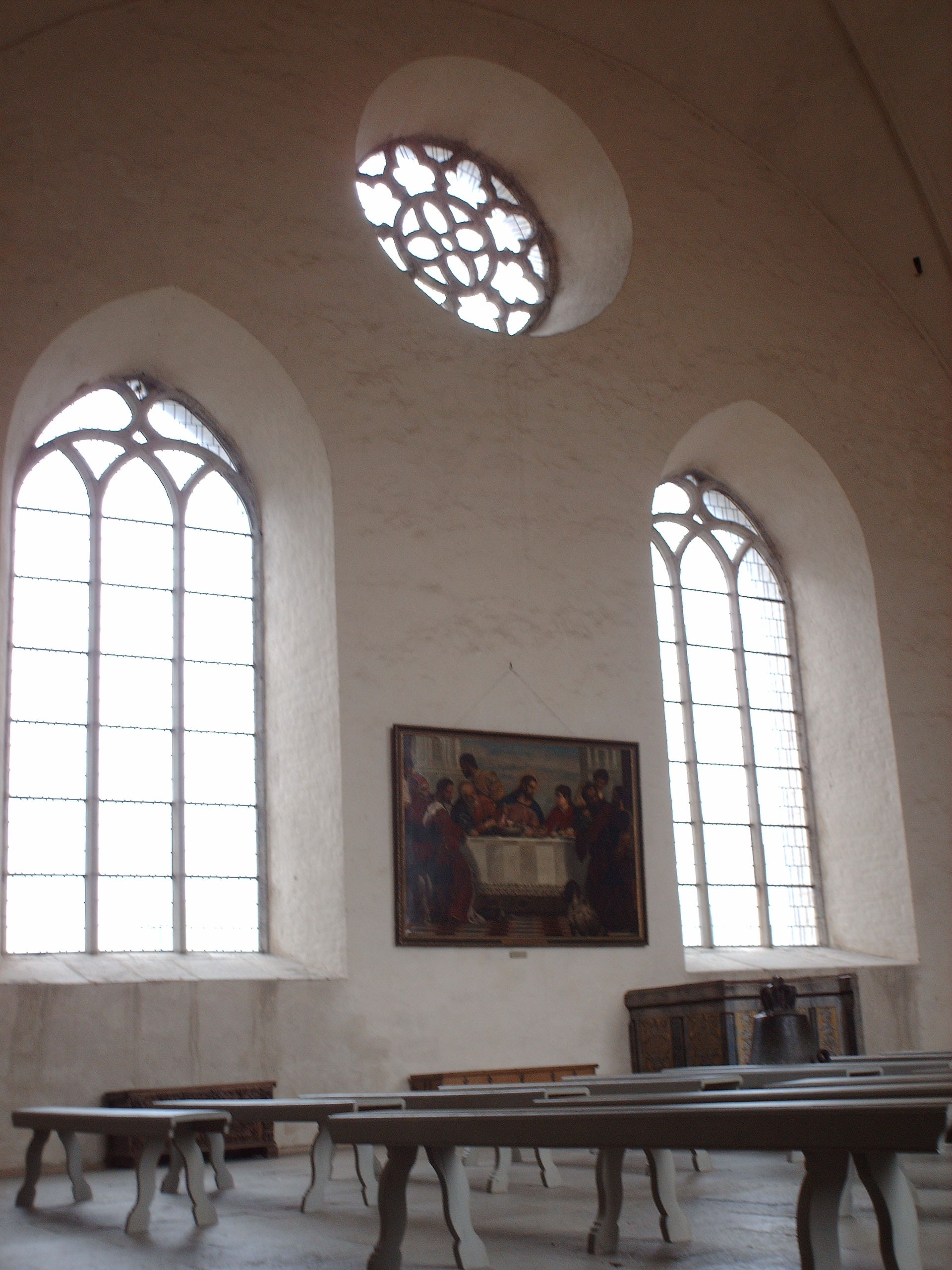
Slottskapellet mot norr, med de stora spetsbågiga fönstren samt rosettfönster ut mot Vättern.

### Orgel
Orgeln byggdes 1736 av Carl Kindberg, Skeda socken. Den var byggd för Gistads kyrka och hade då fyra stämmor av trädpipor. Fasaden målades av studiosus Jonas Gistadius. 1746 byggdes orgeln om av Jonas Wistenius, Linköping då samtliga stämmor byttes ut mot fyra stämmor av metall och en av trä. Även en ny väderlåda i ek tillverkades. om orgeln då 1864 såldes orgeln till Lillkyrka kyrka. 1925 ansågs orgeln ospelbar och byttes ut mot ett harmonium. 1943 såldes orgeln till Östergötlands museum där fasaden en tid kom att ställas ut. 1964 testamenterade Einar Erici en summa pengar till Lillkyrka församling för att sätta upp orgeln i kyrkan. Men någon uppsättning av orgeln i kyrkan kom inte att bli av. 2013 sattes orgeln upp på Vadstena slott och invigdes 27 augusti samma år. Restaureringen utfördes av Bergenblad & Jonsson Orgelbyggeri, Nye. Piporna i fasaden är träattrapper.
| Manual CDEFGABH-c³ | Pedal CDEFGABH-c¹ | Övrigt      |
| Gedackt 8'         | Bihängd           | Spärrventil |
| Principal 4'       |                   |             |
| Octava 2'          |                   |             |
| Octava 1'          |                   |             |
| Kvinta 1 1/3'      |                   |             |

### Inventarier
- Dopfunt i rödfärgad kalksten från 1660 av Johannes Andersson, Vadstena. Stod tidigare i Väversunda kyrka.
- Kista.
- Herrstolar för kungliga personer. De är efter en ritning av Tessin d y. Ena stolen har en rekonstruerad klädsel.
- Altar av trä. Den är en rekonstruktion 1709 års altare.
- Storklockan från 1680. Har hängt i slottets tornlanterin.
- Primklocka från 1500-talet.
- Ståndur från 1600-talet.
- Predikstol från 1650-talet med figurer från ett altarskåp från 1400-talet. Predikstolen har tidigare stått i Krigsmanshuset (tidigare nunneklostret).
- Kyrkbänkar.
- Korsnedtagningen. Målad från 1600-talet av Anthonis van Dyck.
- Ruben överräcker alrunorna till sin moder Lea. Målad av John Medina.
- Jesus hos Zackeus. Målad av Luigi Benfatto.
- Kvinnorna vid Kristi grav. Målad av okänd konstnär.
- De fyra evangelisterna. Den är en 1600-tals kopia, troligen målad av Frants Clejin. Tavlan skänktes från början till Mariefreds kyrka av Hedvig Eleonora.
- Kyrkofadern Hieronymus. Målad under 1600-talet av okänd konstnär.
- Madonnan med barnet, Johannes och den heliga Anna. Målad av Andrea Schiavone.

## Galleri

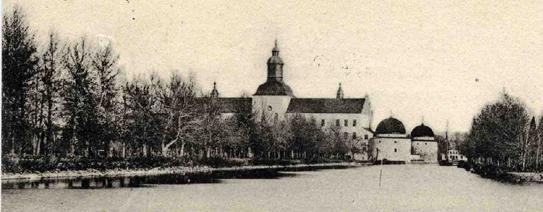
Vadstena slott sett från hamninloppet år 1902.
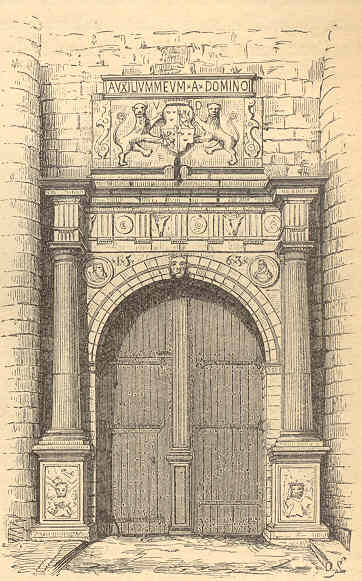
Slottets välbevarade renässansportal från 1563 med hertig Magnus vapensköld längst upp, avbildat 1889.
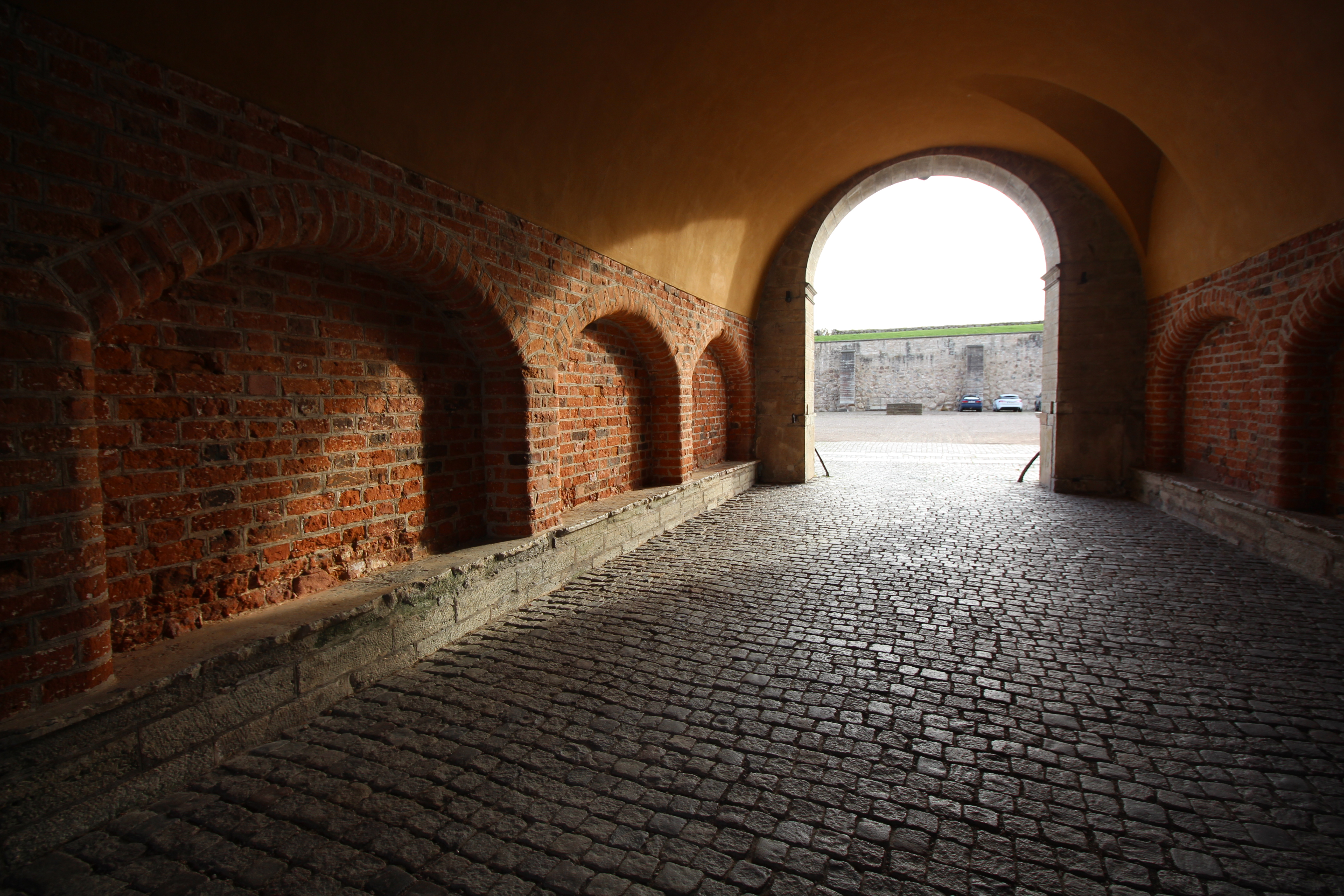
Den tegelvälvda gången in till borggården.
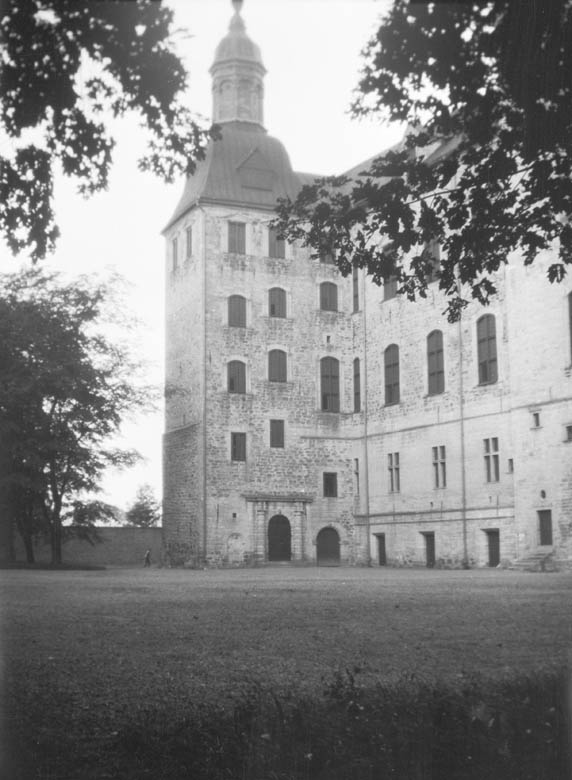
Borggården fotograferad 1927, innan försvarsvallarna återuppförts.
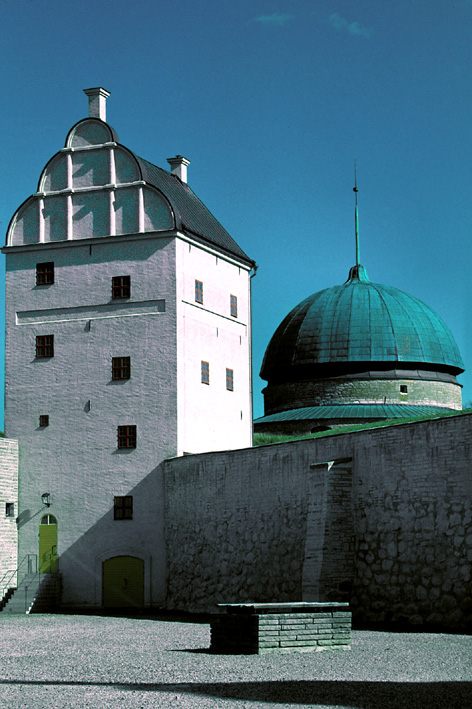
Borggårdens återuppförda fyrkantstorn och vallar.
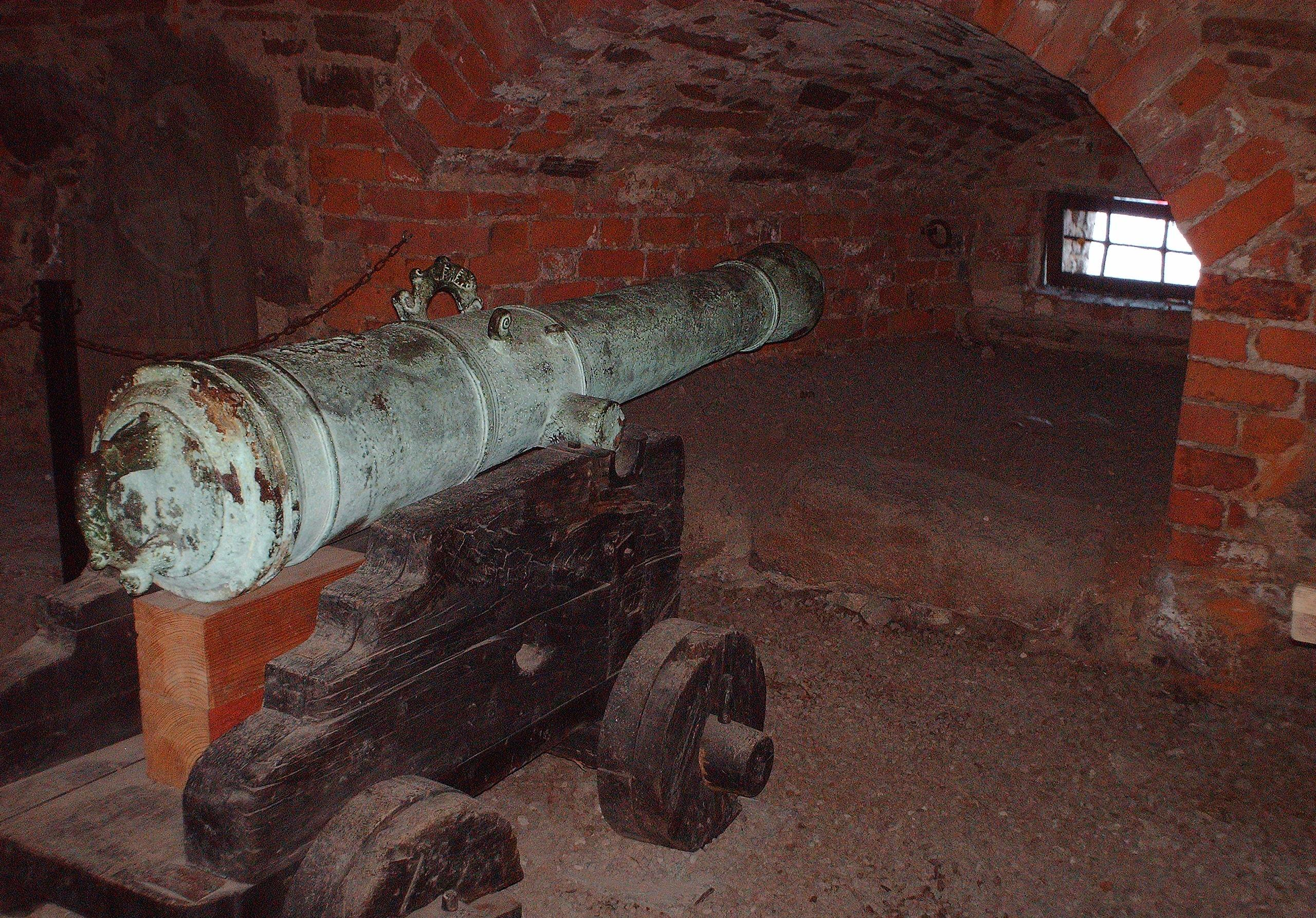
Kanon i gången invid nordvästra kanontornet.
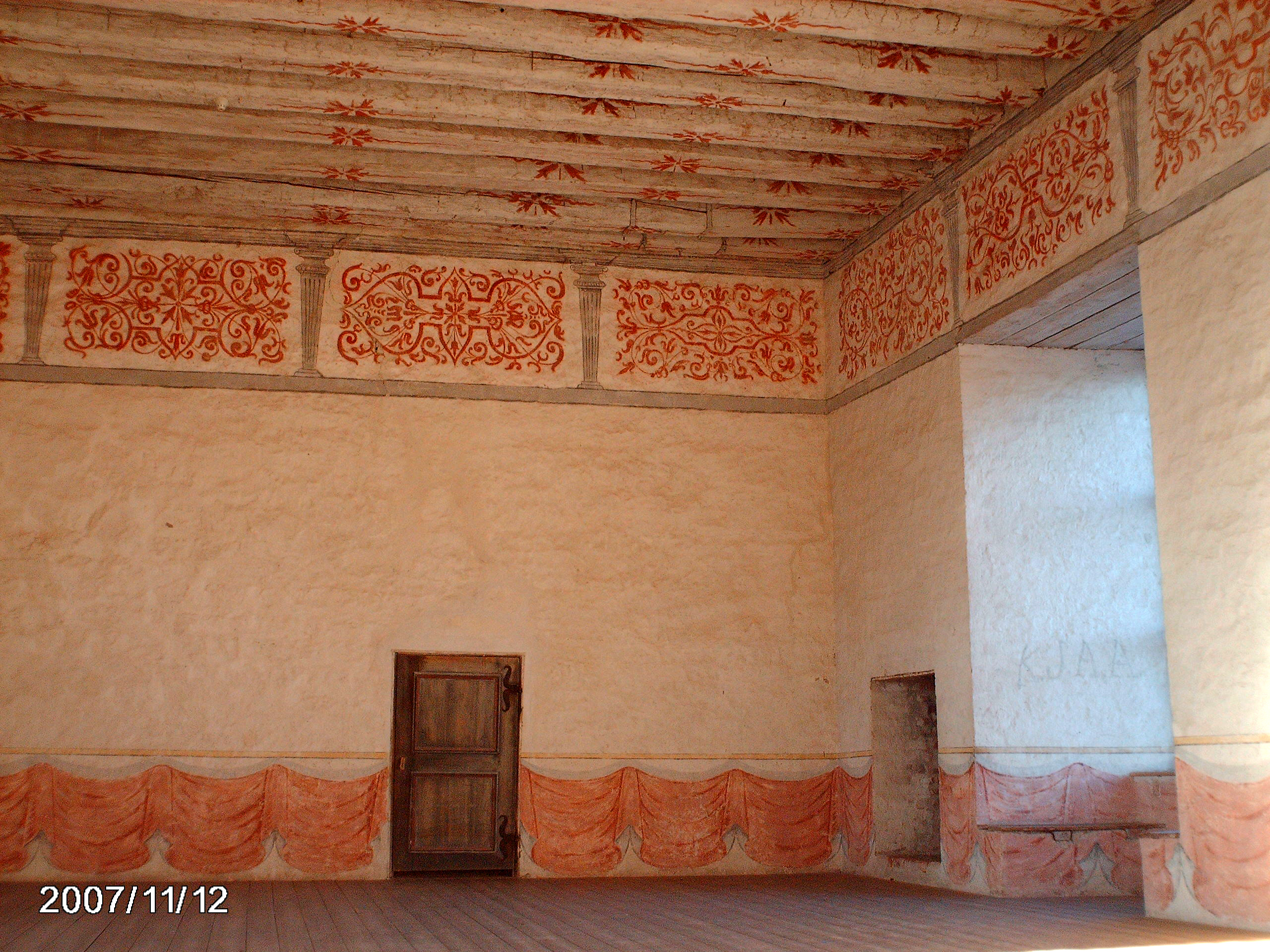
Bröllopssalen i slottets andra våning.
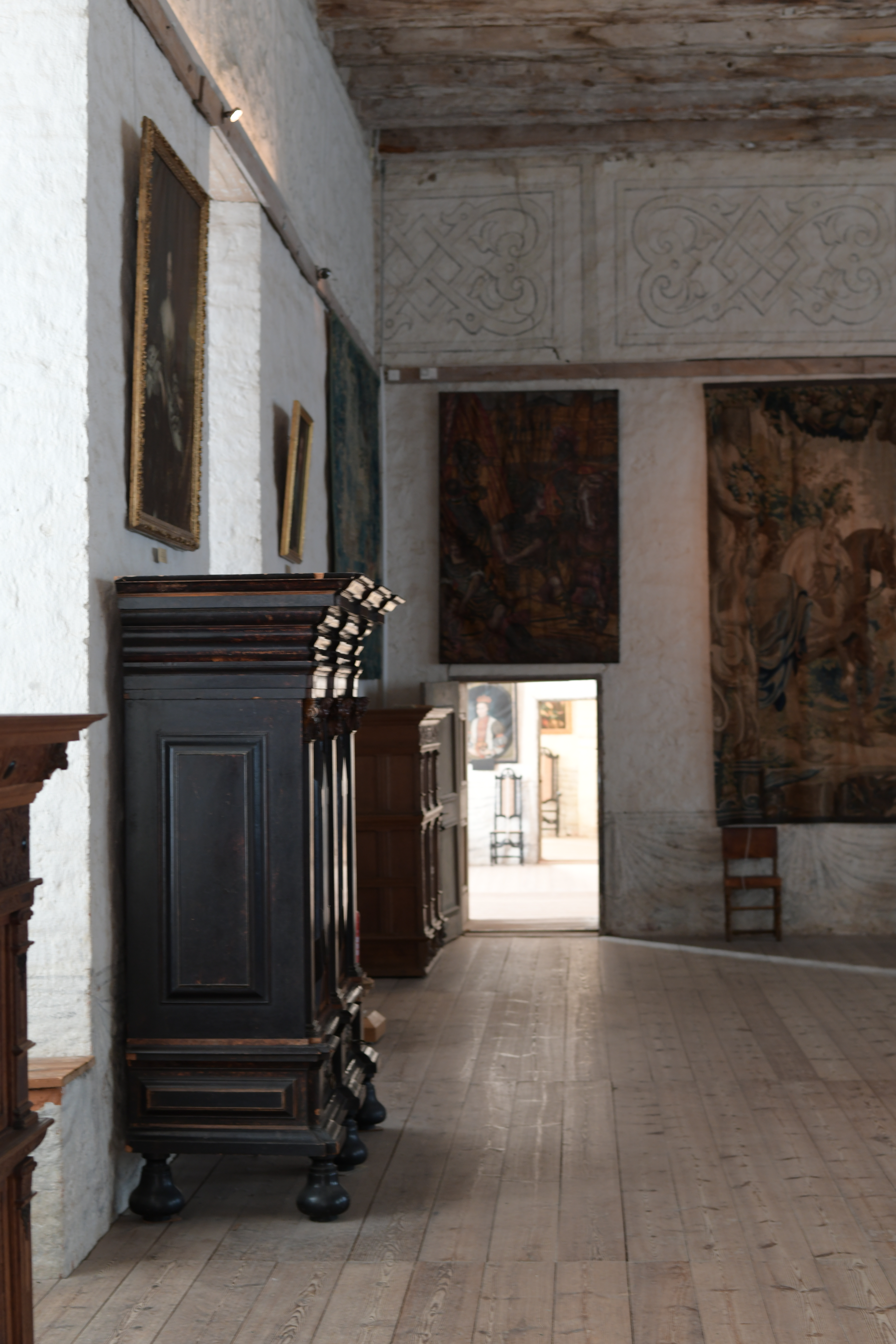
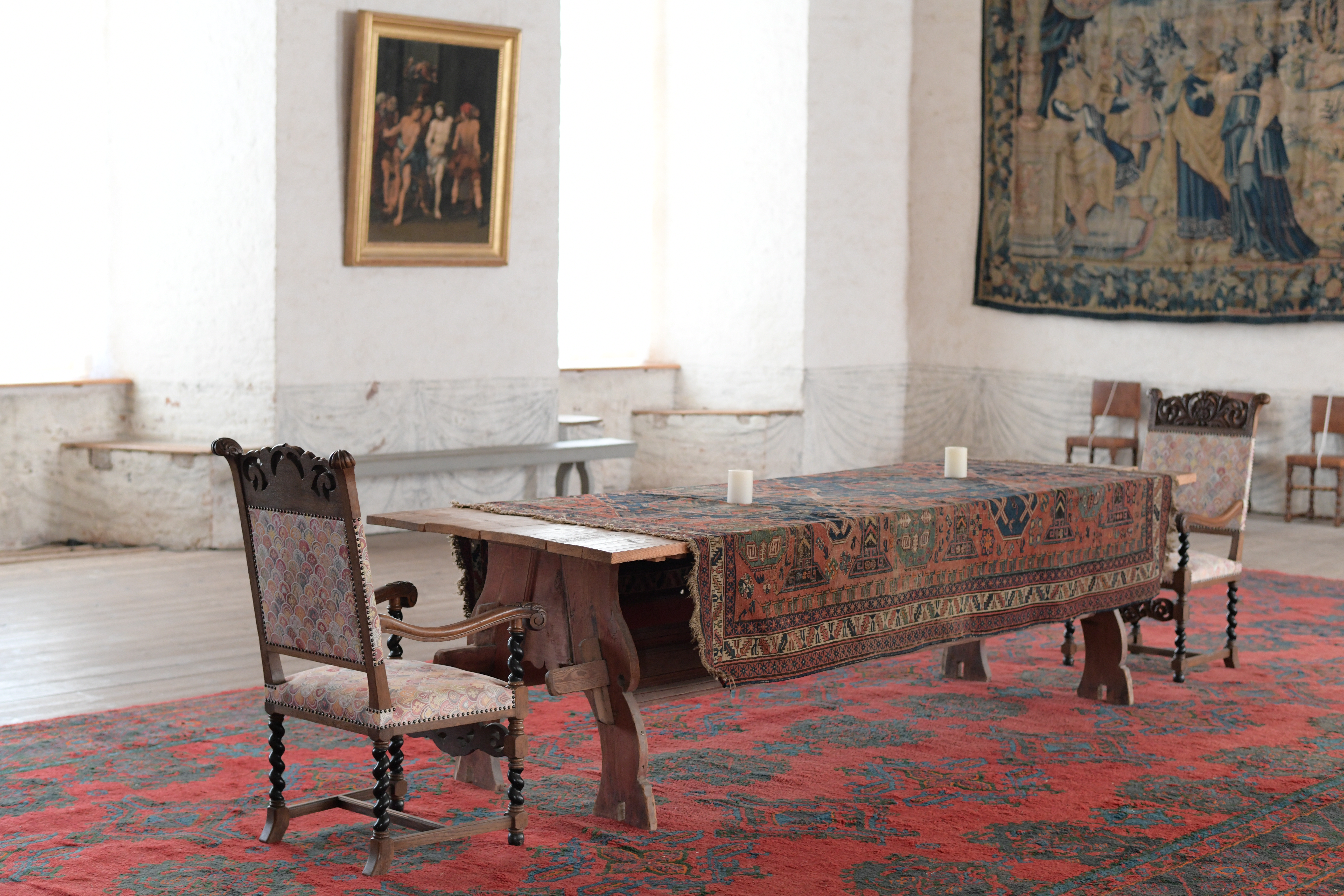

## Trädgården vid slottet

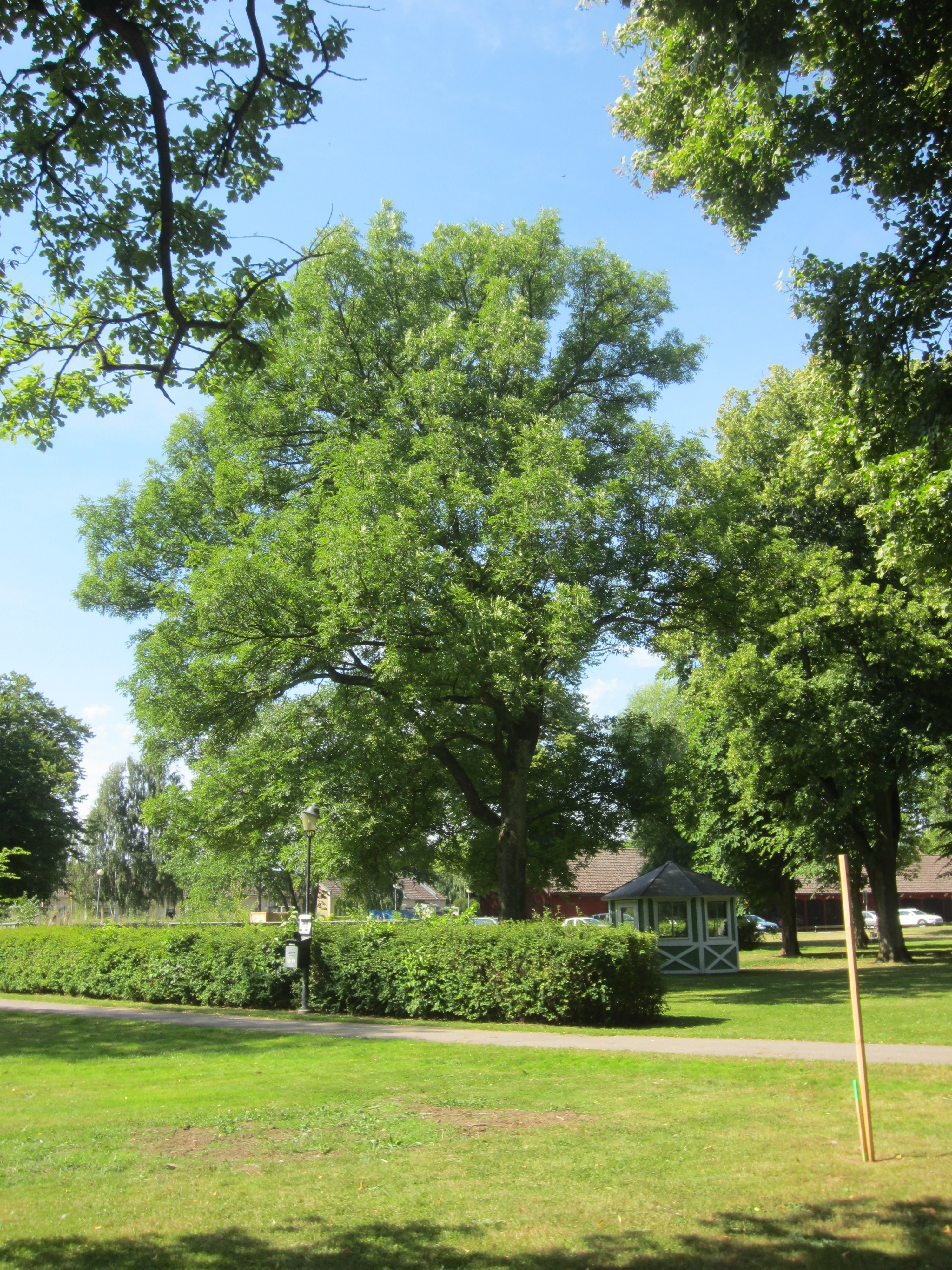
En utmärkt och uppmätt Slottsträdgård i Vadstena.

Vadstena slottsträdgård är sedan århundraden en naturlig del av staden Vadstenas struktur. Den har anlagts inte bara till prydnad och av nyttoskäl utan fungerar idag även som kulturpark och rekreationsområde i en riksintressant stadsmiljö. Den del av parken, som ligger i direkt anslutning till slottet ägs av staten och förvaltas av Statens Fastighetsverk.  Större delen av slottsparken ägs dock av Vadstena kommun och förvaltas av dess helägda bolag Vadstena Fastighets AB. Området anges som riksintresse i översiktsplanen för kommunen.

### En av landets äldsta slottsträdgårdar
Slottsträdgården utgörs av nuvarande Hamnparken och Asylparken i Vadstena. Den är en av landets äldsta parker och en viktig del av Vadstenas unika kulturmiljö, som är av riksintresse. Parken tillkom i samband med Gustav Vasas och Johan III:s slottsbygge, som påbörjades 1545 och pågick i omgångar till 1500-talets slut. Slottet fick sin trädgård år 1550, sedan Gustav Vasa år 1548 bytt till sig trädgårdar av stadens borgare och lagt dem inom ett staket. Slottsfogden tillsades "att ha uppsikt häröver, så att området i sinom tid måtte bliva en lustig trädgård utav".

### Kartorna berättar

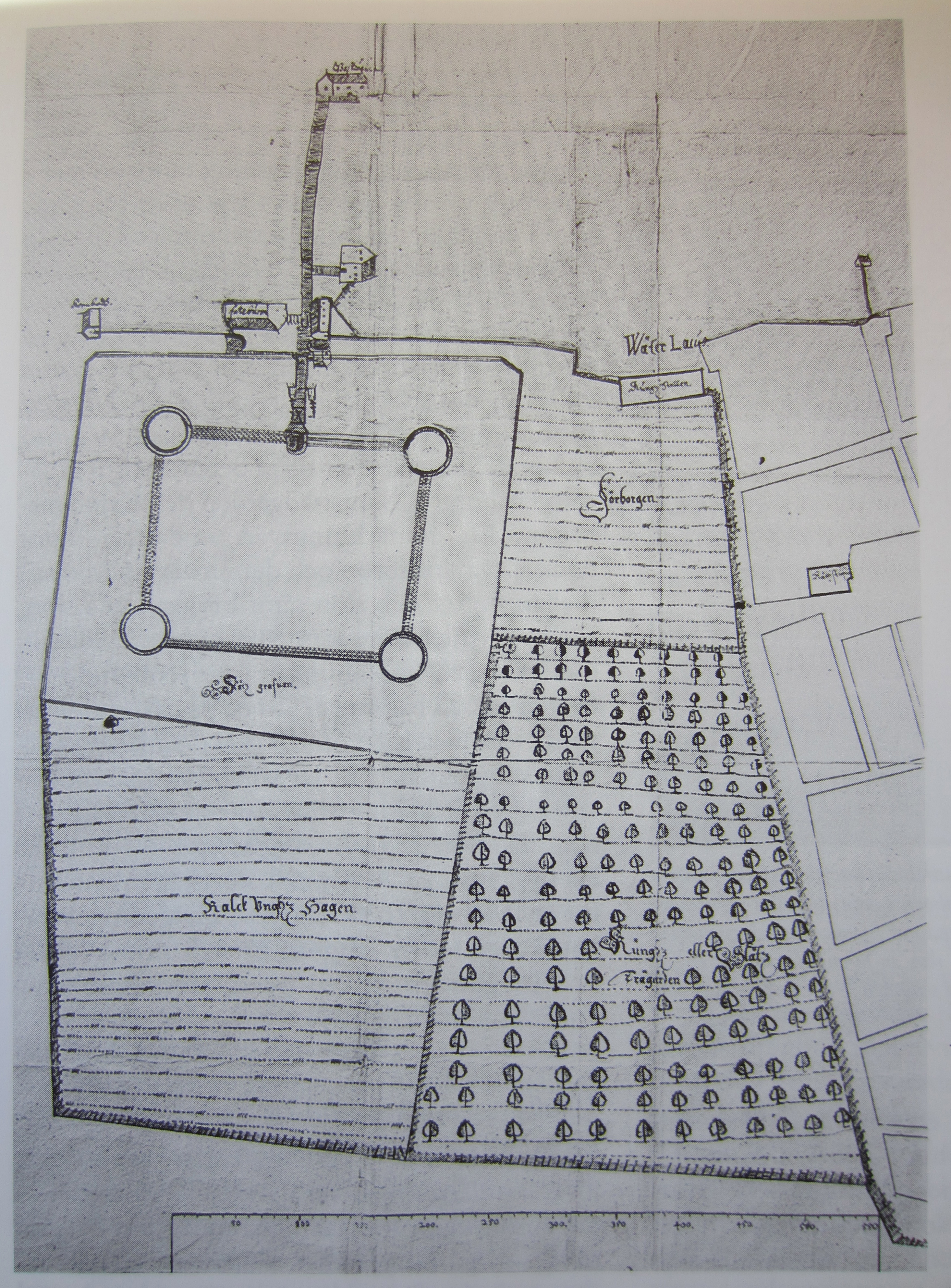
Vadstena slottsområde 1642. Detalj av stadsplan över Vadstena från 1642 med "Kungs eller Slåts Trädgården". Lantmäteriets arkiv.

#### Kartan från 1642
På den äldsta bevarade kartan över Vadstena, daterad 1642, framgår det hur slottets närmaste omgivning var gestaltad. Slottsområdet bildade en stor oregelbunden fyrkant, som i väster gränsar mot Kungs Starby ägor, i norr mot Vättern, i öster mot staden där Slottsgatan bildar gräns och i söder mot Starby och stadens åkrar i en linje, som i stort motsvarar den nuvarande Margaretavägen. Norra delen av slottsområdet innefattar själva slottet och vallgravarna samt öster därom ett område som på kartan benämns Förborgen. Södra delen består i väster av Kalkhagen och i öster av den så kallade Kungs- Eller Slåtts Trädgården, som i stort sett motsvarar den nuvarande Asylparken och sydligaste delen av Hamnparken. Av kartan framgår, att Slottsträdgården på alla sidor var omgärdad av staket, och att den var trädplanterad.

#### Kartan från 1655
1655 års karta över Vadstena anger Slotts Träägården och beläget i denna ett Lusthus med åttkantig form, vilket bör ha legat väster om Asylen, ungefär mitt för den öppna gården mellan vinkelbyggnaderna, som skjuter ut från huvudbyggnaden.

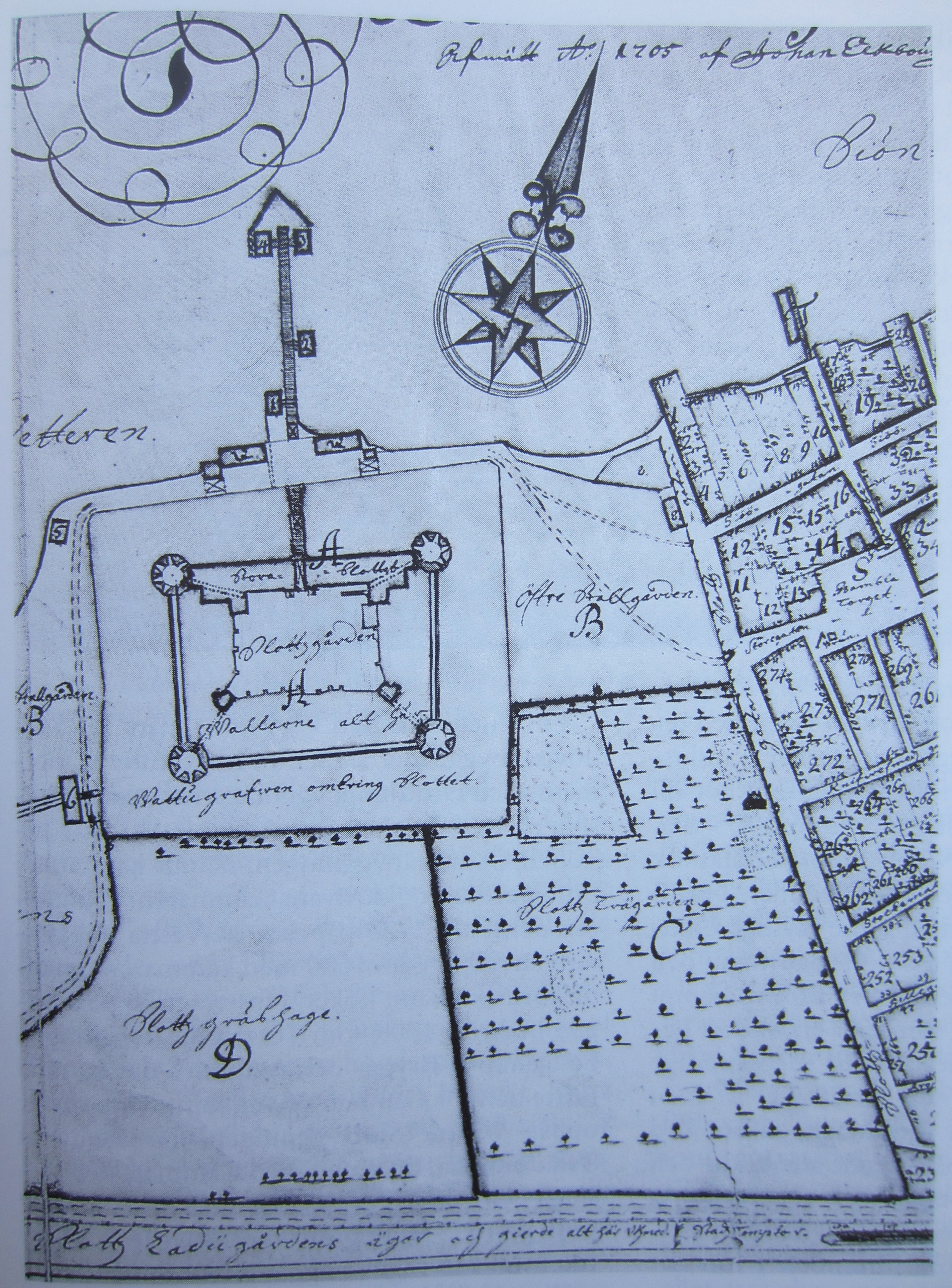
Utsnitt med Vadstena slott och slottsträdgård från "Wadstena Slottz och Stadz Grundrithningh. Afmätt A. 1705 af Johan Eekboum". Lantmäteriverkets arkiv.

#### Kartan från 1705
På Johan Eekboums karta från 1705 har slottsträdgården en något större utsträckning åt väster och den är omgiven av staket. Trädplaneringen är schematiskt markerad med jämnt utplacerade trädtecken, men planteringen täcker inte hela ytan. Den sydligaste delen av slottets trädgård saknar trädmarkering liksom några avgränsade ytor i själva trädgårdens mitt. Det finnas två sådana fria ytor utmed Slottsgatan. De är belägna på varsin sida om en byggnad, som på Eekboums specialkarta över slottet kallas för Trädgårdsstuga. De öppna kvarteren återkommer sedan på kartorna från 1747 och 1750.

#### Kartan från 1783

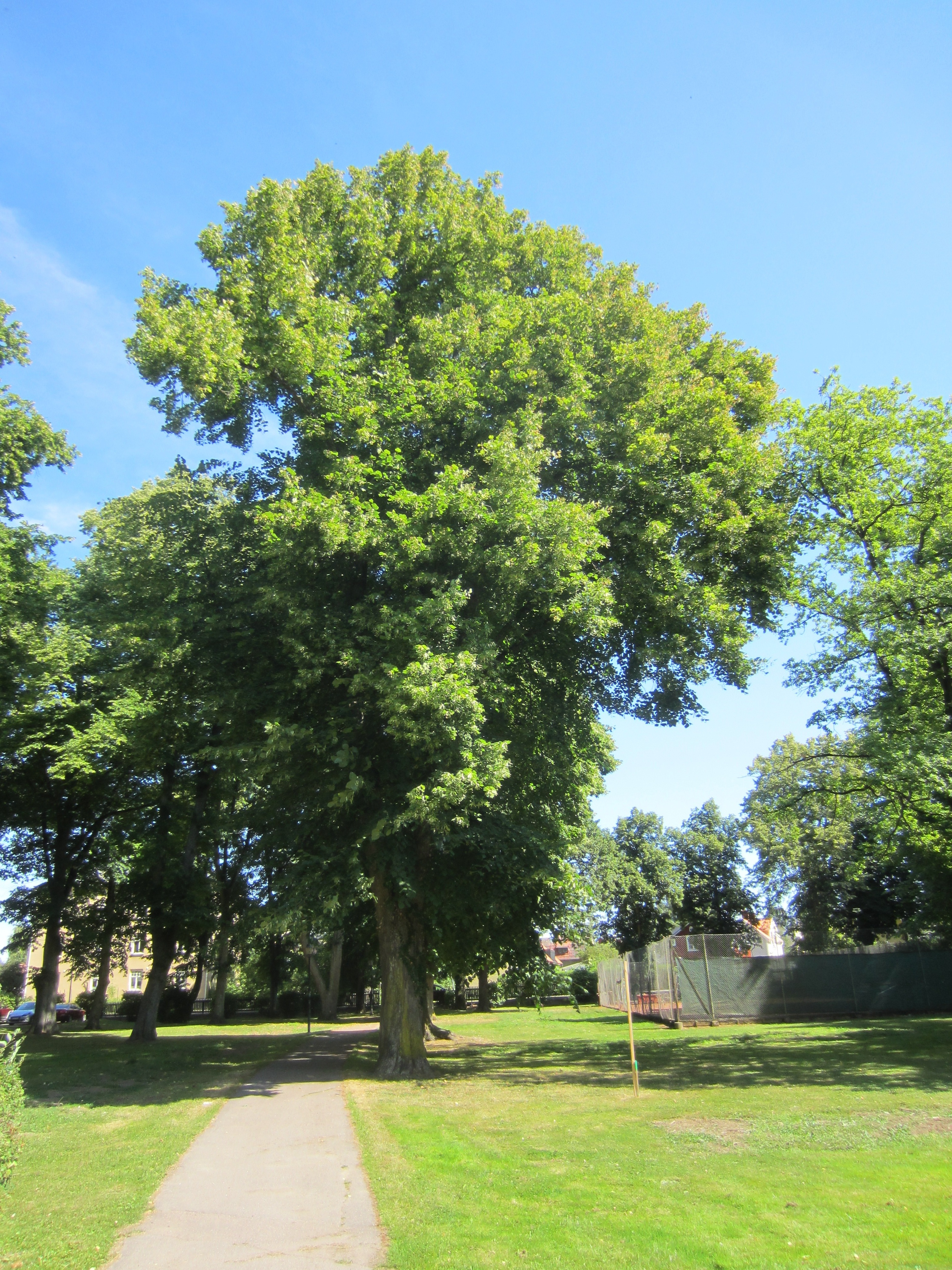
Gång- och cykelvägen går mellan de höga träden i Slottsträdgården.

Kartan från 1783 ger en mer översiktlig bild av slottsträdgården, men anger den öppna ytan i mitten som en mindre parterr, uppdelad i fyra rutor av två korsande gångar. Möjligen är det fråga om en liten prydnadsträdgård av renässanskaraktär – dess läge tycks motsvara den plats där 1642 års karta har ett lusthus. Det kan alternativt vara fråga om en köksträdgård  –  på J.F. Kocks karta från 1800 är rutan benämnd Kålsänger – medan en större fri yta i nordvästra hörnet invid vallgraven kallas för Plantage. Ännu omkring 1860, på Gustaf Ljunggrens karta över Vadstena, är området betecknat som Slottsträdgården. På J.F. Kocks karta syns också huset, benämnt Trädgårdsstufa, vid Slottsgatan.

### Trädgårdens utveckling
Slottsträdgården eller Kungsträdgården, som den kallas på 1642 års karta, har sannolikt anlagts under senare delen av 1500-talet i samband med slottsbygget. Bortsett från den nordligaste delen, som delvis tagits i anspråk för den nuvarande Järnvägsgatan och den öppna kajen vid östra vallgraven, har Slottsträdgården bevarats i praktiskt taget hela sin ursprungliga omfattning. Av de äldre kartorna verkar det framgå, att den redan på 1600-talet bör ha haft samma allmänna parkkaraktär som nu för tiden, men med vissa öppna kvarter, planterade med prydnads- eller nyttoväxter. Trädbeståndet torde ha förnyats successivt. I trädgårdens södra del och utmed Slottsgatan finns flera träd av hög ålder.

### Den engelska parken
Den nordligaste delen av trädgården närmast Järnvägsgatan har idag karaktären av engelsk park med slingrande gångar, gräsplaner, buskar och rabatter. Denna utformning fick Slottsparken sannolikt under de sista decennierna av 1800-talet. Asylenområdet  – den gamla Slotts- eller Kungsträdgården och de tidigare sjukhusbyggnaderna – utgör en miljö av stort kulturhistoriskt intresse.

### Trädgårdsmästarbostad och Lusthus

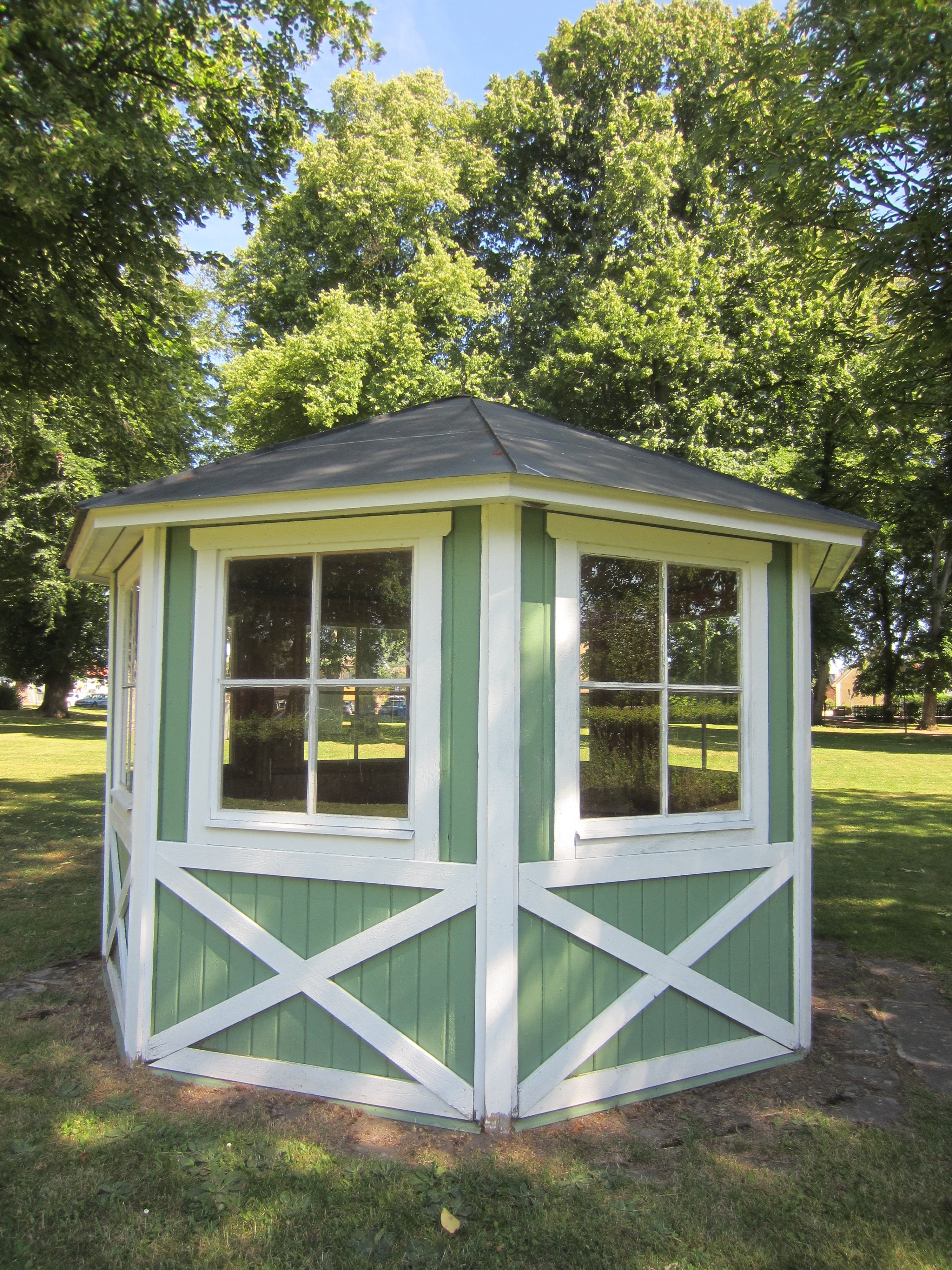
Ett nutida Lusthus i Vadstena Slottsträdgård.

Slottet har haft trädgårdsmästare sedan vasatiden. En framstående tjänsteman inom slottsförvaltningen var trädgårdsmästaren Arent Hubertsson, som fick sitt första beställningsbrev (kontrakt) år 1586 av Johan III. Då tillverkade han en trämodell, även benämnd schamplun, över slottet . Enligt räkenskaperna utförde han även en balustrad under detta år. Beställningsbrevet från Johan III till Arent Hubertsson förnyades 1594.
I samband med Älvsborgs lösen 1613 och 1615–16 taxerades två trädgårdsmästare i Vadstena. På 1630-talet var både Torbjörn Svensson och Per Månsson verksamma som trädgårdsmästare i slottsträdgården. I Slottsparken är trädgårdsmästarbostaden troligen den äldsta byggnaden, uppförd före 1705. Den är flera gånger ombyggd, men har bevarat sina ursprungliga proportioner. Med hänsyn till att byggnaden tillhör trädgårdsanläggningen är den från kulturhistorisk synpunkt viktig. Den har också stor betydelse för stadsmiljön vid Slottsgatan.
På 1655 års karta över Vadstena redovisas Slåts Träägården och i denna ett åttkantigt Lusthus. På Johan Eekboums karta från 1705 har slottsträdgården en något större utsträckning åt väster och har sin nuvarande fulla längd fram till Södra vägen. Den är fortfarande inhägnad och trädplanteringen är schematiskt markerad med jämnt utplacerade trädsymboler. På en karta från 1783 redovisas den öppna ytan inne i trädgården som en liten parterr, uppdelad i fyra kvarter.

### Sockerbruk och sjukhusbyggnad i trädgården
Tillkomsten av Johan Gustav Swartz' (1819–1885) stora sockerbruksbyggnad på 1870-talet var ett kraftigt ingrepp i parken, som dock i övrigt lämnades i stort sett oexploaterad. Industribyggnaden fick, efter arkitekten Axel Kumliens ombyggnad 1895, en helt ny funktion som sjukhus för mentalpatienter. Den gamla slottsträdgården blev då en ovärderlig tillgång med tanke på, att en parkanläggning måste finnas vid varje större sjukhus, i synnerhet mentalsjukhusen. Slottsträdgården restaurerades, nya träd planterades och gångvägar anlades. Det gav slottsträdgården dess nuvarande karaktär av engelsk park.

### Slottsträdgården – en kulturskatt

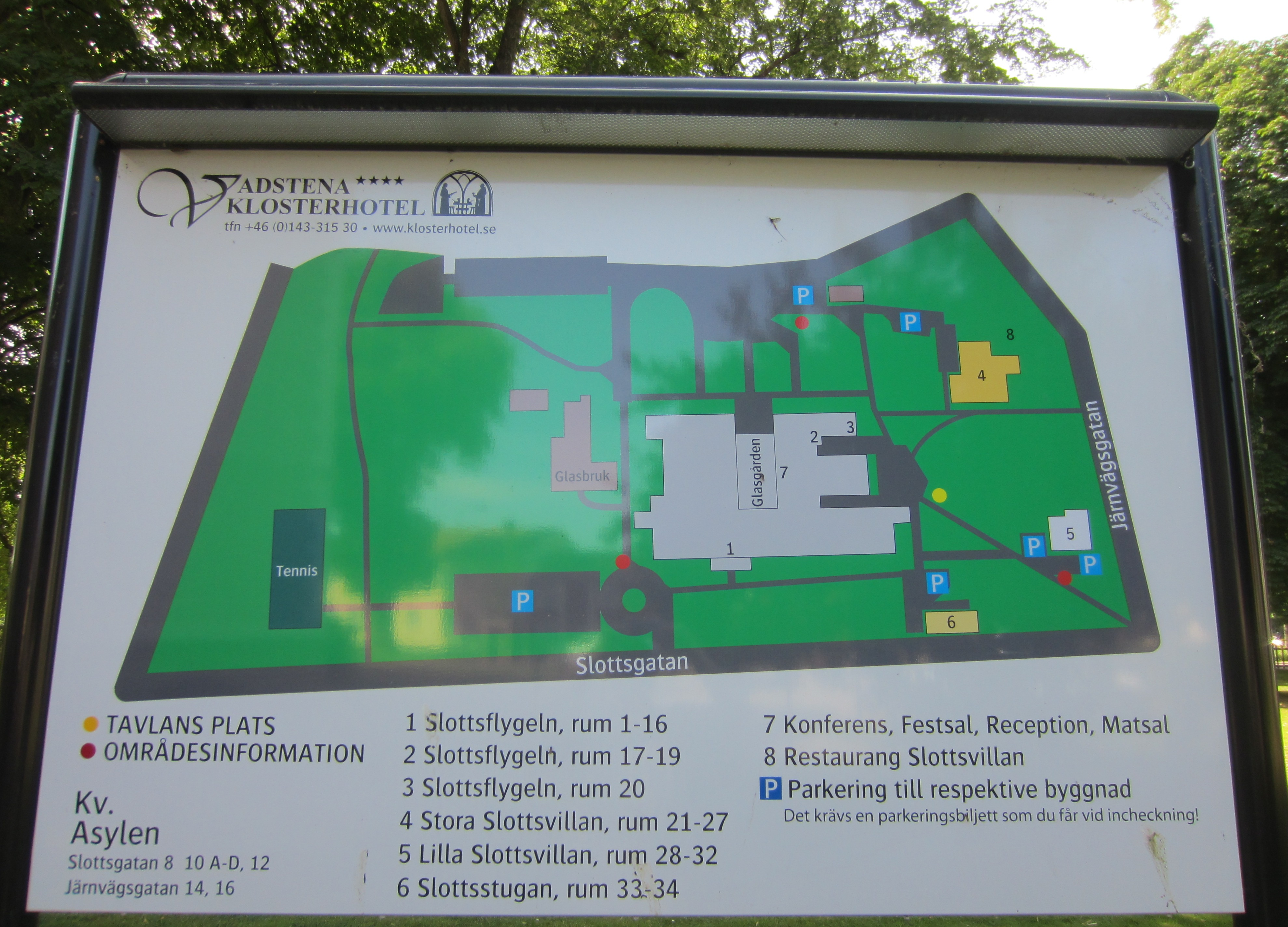
Kartan på skylten visar en redan tillräckligt bebyggd Slottsträdgård i Vadstena.

Slottsträdgården har genom seklerna till stor del bevarats i sin ursprungliga omfattning och behållit sin användning både som lustpark och nyttoträdgård. I dag fungerar den gamla slutna kungsträdgården som Vadstenas största park med en stark historisk laddning.
Slottsträdgården har vårdats och bevarats under mer än 400 år och Vasatidens unika slottsmiljö i Vadstena är ett kulturellt riksintresse.
Slottsträdgården i Vadstena är en av de äldsta parkerna i någon svensk stad. Dess närmaste motsvarighet är slottsträdgården vid Linköpings slott och Kungsträdgården i Stockholm. Av tillgängliga kartor och arkivalier framgår inte i detalj hur parken varit gestaltad under tidigare århundraden. Säkert är dock, att den på samma sätt som idag varit trädplanterad, men med vissa öppna odlade ytor. Delar av det nuvarande trädbeståndet går sannolikt tillbaka till 1700-talet.
Tillkomsten av sockerbruket och senare asylbyggnaden innebar kraftiga ingrepp i den tidigare i stort sett obebyggda trädgården. Då Asylen byggdes om till bibliotek, hotell och lägenheter på 1980-talet tillkom ett antal parkeringsytor samt en avfallsanläggning. Denna del av parken hade sedan 1890-talet tjänat som inhägnad sjukhuspark och Asylparken har även de senaste trettio åren använts mycket sparsamt av allmänheten. Den nedre delen av slottsträdgården, nu kallad Hamnparken, är dock välbesökt och en verklig oas för både Vadstenabor och turister.
Slottsträdgården utgör en omistlig del av Vadstenas unika slottsmiljö av riksintresse. En tidigare planerad bebyggelse med tre flerfamiljshus i den känsliga parkmiljön skulle allvarligt ha reducerat trädgårdens stora kulturella, biologiska – både växter och djurliv, exempelvis olika arter av fladdermöss – och estetiska värde. Förvaltare Gillis Åström vid Statens fastighetsverk har formulerat sig så här om Vadstena:  "Det här är en exceptionell plats med ett fantastiskt renässansslott, hela klosterområdet och självklart miljön som det ligger i." Åström betonar vikten av att ha tålamod med processen, så att inte kulturhistoriskt viktiga värden förstörs på grund av okunskap, men samtidigt tror han att det inom ett par års tid har hänt en hel del när det gäller att tydliggöra Vadstena som besöksmål.

### Planerad hamnbyggnad i Slottsparken
Statens fastighetsverk och Vadstena kommun har startat ett gemensamt projekt för en ny hamnbyggnad, som ska förbättra servicen för såväl turister och Vadstenabor. Om man promenerar längs vattnet i Vadstena ser man att miljön med slottet, parken och hamnen är speciell. På promenadavstånd ligger även klosterområdets byggnader. Många turister kommer med båt och husbil och för dessa liksom boende behöver servicen förbättras.
Byggnaden blir två våningar hög och ska förutom serviceutrymmen med hygienrum innehålla utrymmen för hamnkapten och Sjöräddningen samt café och/eller restaurang. Före detta slottsarkitekten Per Rydberg har ritat förslaget på den nya byggnaden, som till utseendet påminner om de magasin, som tidigare har legat runt slottet. För att minimera miljöpåverkan och energiförbrukning byggs den i trä och på fasaden kommer träet att gråna med tiden, vilket passar med slottet och parkens gråbruna trädstammar. På taket läggs sedum, som fångar upp parkens grönska och blir synligt från slottet. Vadstenas nya hamnbyggnad beräknas stå färdig efter 2015.

## Karta
- Vadstena slott och trädgård, karta från Lantmäteriet.

## Avbildning på Stockholms centralstation
Vid ombyggnaden av Stockholms centralstation 1927 och tillkomsten av den nya Centralhallen utfördes på den östra sidan av vänthallen åtta väggmålningar med olika landskapsmotiv från Sverige. De är skapade av konstnärerna John Ericsson och Natan Johansson. Vadstena slott är motivet på den sjätte målningen från norr.